# カストルッチョ・カストラカーニ
カストルッチョ・カストラカーニ（Castruccio Castracani, 1281年 – 1328年9月3日）は、イタリアの傭兵隊長(コンドッティエーレ)、ルッカ公である。

## 生涯
皇帝党（ギベリン）に属するアンテルミネッリ家の一員としてルッカに生まれた。1300年には当時台頭していた教皇党（ゲルフ）の「黒党」によって、両親や他の皇帝党の人々と共に故郷を追放された。19歳の時に孤児となったのち、彼は傭兵として活動するようになり、フランス王フィリップ4世やヴィスコンティ家のもとフランドルやロンバルディアで戦った。そして1313年からは皇帝党の首領であるピサの領主ウグッチョーネ・デッラ・ファッジュオーラに仕えることになった。
カストルッチョはルッカの攻略（1314年）やモンテカティーニの戦い（1315年）などで彼を助けて、フィレンツェを中心とする教皇党勢力に対する勝利の立役者となった。しかし、その人気の高まりに危機感を感じたウグッチョーネは彼を捕えて死刑を宣告した。ところが、ルッカ市民の反乱によりウグッチョーネとその一派は放逐され、カストルッチョはかつての地位を取り戻した。
1316年6月12日、ルッカの終身執政官に選出された。カストルッチョはオーストリア公フリードリヒの忠実な支持者であり、1320年にはルッカ、ルニジャーナ、ヴァルディニエヴォーレの皇帝代官に任命された。しかしミュールドルフの戦いでフリードリヒが敗れると、ルートヴィヒ4世側についた。
執政官就任以降、彼はフィレンツェと絶え間なく争いを続けていたが、1325年のアルトパッショの戦いでの勝利によりトスカーナ全体を影響下に置くことに成功した。そして皇帝ルートヴィヒ4世によりルッカ、ピストイア、ヴォルテッラ、ルーニの公爵に任命された。2年後にはピサを占領してその皇帝代官の地位を与えられた。しかし、その後カストルッチョとルートヴィヒの関係は悪化したようであり、1327年には教皇派のために破門された。
戦いの傍ら、彼はセルキオ川に架かるポンテ・デッラ・マッダレーナの改修を行っている。
1328年、カストルッチョは死去した。彼の子供たちは若く、教皇党に対抗できるほどの力を持っていなかった。

## 文学作品
ニッコロ・マキャヴェッリは『カストルッチョ・カストラカーニ伝』を著した。これは随所に創作が盛り込まれ、古典的な格言に基づいた作品であることが知られている。また、レオ・シュトラウスなどの評論家はこの作品をマキャヴェッリの政治哲学を理解するうえで重要であると考えている。
1823年に出版されたメアリー・シェリーの小説『Valperga; or, The Life and Adventures of Castruccio, Prince of Lucca』は、カストルッチョ・カストラカーニの生涯を題材としている。